# الريطونيون
الريطونيون أو الروثانيون أو الريثينيون (باللاتينية: Rutheni) هو تلقيب أجنبي من أصل لاتيني، كان يستخدم سابقًا في شرق وفي وسط أوروبا لتسمية السلافيين الشرقيين، لا سيما خلال أواخر العصور الوسطى وأوائل العصور الحديثة. وُجد المصطلح اللاتيني Rutheni في مصادر من العصور الوسطى لوصف السكان السلافيين في دوقية ليتوانيا الكبرى، واستُعمل كتلقيب أجنبي للإشارة لأشخاص من كييف الروسية السابقة، بما في ذلك أسلاف الأوكرانيين المعاصرين، والروسينيون، ومعظم البيلاروسيين. استمر استخدام مصطلح الريطونيين طوال الفترة الحديثة المبكرة، واكتسب العديد من المعاني المميزة، سواء من حيث نطاقاته الإقليمية أو دلالاته الدينية (مثل الانتماء إلى الكنيسة الكاثوليكية اليونانية الريطونية).